# Middagkrant
Met middagkrant en avondblad worden kranten bedoeld die in de late middag respectievelijk vroege avond verschijnen en worden bezorgd.
Bij middagkranten wordt de laatste kopij veelal tot het middaguur aangeleverd, waarna de krant wordt gedrukt en aansluitend getransporteerd naar distributiepunten, waar de kranten worden opgehaald om ze bij de abonnees te bezorgen. Dit in tegenstelling tot een ochtendkrant, die aan het begin van de ochtend wordt bezorgd.

## Nederland
Middagkranten komen in Nederland steeds minder voor en werden in de loop der jaren omgezet in ochtendkranten. Zo werden de Leeuwarder Courant en het Friesch Dagblad in 2013 omgezet in een ochtendkrant. In 2022 werden uiteindelijk ook NRC en Het Parool omgezet. Een van de redenen hiervoor is de veranderde wijze waarop abonnees het nieuws tot zich nemen, namelijk ook via andere media, waardoor zij 's middags vaak al van het laatste nieuws op de hoogte zijn. Een andere reden is het teruggelopen aantal abonnees, waardoor de bezorging relatief duur is. Door de bezorging te combineren met die van kranten die toch al 's ochtends bezorgd werden, worden de kosten gedrukt.
Ook waren er kranten met zowel een ochtend- als een middageditie zoals De Courant/Nieuws van de Dag van 1986 tot de opheffing in 1998. Ook bestond er kortstondig een gratis middagkrant, News.nl.
In 2022 was het Reformatorisch Dagblad nog de enige landelijk in Nederland verschijnende middagkrant.

## België
Le Soir is ondanks zijn eigennaam ('de avond') een ochtendkrant.